# 长喙棘豆
长喙棘豆（学名：Oxytropis thomsonii）为豆科棘豆属下的一个种。